# Satchelliella borealis
Satchelliella borealis és una espècie d'insecte dípter pertanyent a la família dels psicòdids que es troba al nord d'Europa a Suècia i Finlàndia.